# باش‌کند (کلبجر)
باش‌کند (ترکی آذربایجانی: Başkənd) یک منطقهٔ مسکونی در جمهوری آرتساخ است که در استان شاهومیان واقع شده‌است.